# Ingrid Wallerström
Ingrid Katarina Wallerström, född Holmqvist 7 juni 1892 i Rödeby, död 29 april 1995 i Lund, var en svensk författare, främst av barnböcker och barnvisor.

## Biografi
Ingrid Wallerström var dotter till snickarmästaren och allmogeskildraren Johan Oskar Holmqvist och Maria Sax. Hon genomgick seminarium för lärare och var sedan 1921 gift med Carl Salomon Wallerström.
Wallerström skrev till en början huvudsakligen barnböcker, men under senare delen av sitt liv blev hon mycket engagerad i Carl von Linnés liv och gärning och skrev flera böcker om honom där hon bl.a. lyfter fram hans barndom och hans mor.
Tillsammans med sina svågrar August Wallerström och Bengt Wallerström skrev hon ett stort antal barnvisor. Den första samlingen av dessa visor – Knäck-kalaset – gavs ut 1924. De så kallade Wallerströmmarna var återkommande medarbetare i Sven Jerrings program Barnens brevlåda där många av visorna framfördes.